# Stagione di college football 1900
La Stagione di college football 1900 fu la trentaduesima stagione di college football negli Stati Uniti.
La stagione riporta l'esordio di 56 scuole statunitensi, in gran parte di secondaria importanza, ad eccezione della State University of New York at Albany attualmente in Division I FCS.
Yale guidata per il primo anno da Malcolm McBride compila una stagione immacolata, 12-0 battendo in trasferta Columbia, Army e Princeton, e vincendo l'ultima gara di stagione in casa contro Harvard 28-0. I Bulldogs vengono nominati retroattivamente campioni nazionali con unanime consenso tra i selezionatori.

## Conference e vincitori
| Conference                                    | Scuola           | Conf. V-S-P | Totale V-S-P |
| --------------------------------------------- | ---------------- | ----------- | ------------ |
| Triangular Football League                    | Wesleyan         | 2 - 0       | 5 - 5 - 1    |
| Colorado Football Association                 | Colorado College | 3 - 0       | 9 - 1        |
| Maine Intercollegiate Athletic Association    | Bates            | 3 - 0       | 4 - 3        |
| Michigan Intercollegiate Athletic Association | Albion           | 5 - 0 - 1   | 6 - 1 - 2    |
| Southern Intercollegiate Athletic Association | Auburn           | 4 - 0       | 4 - 0        |
| Southern Intercollegiate Athletic Association | Clemson          | 3 - 0       | 6 - 0        |
| Western Conference                            | Minnesota        | 3 - 0 - 1   | 10 - 0 - 2   |

## Campioni nazionali
| 1900 | Yale | 12–0 | Malcolm McBride | BR, HAF, HS, NCF, PD |